# Catananche caespitosa
Catananche caespitosa là một loài thực vật có hoa trong họ Cúc. Loài này được Desf. mô tả khoa học đầu tiên năm 1799.